# 亚洲滑雪登山联合会
亚洲滑雪登山联合会（Asia Ski Mountaineering Federation，简称ASMF）在中国登山协会（CMA）、韩国登山联合会（KAF）和日本山岳协会（JMA）的倡议下，于2009年2月10日在中国吉林省吉林市北大湖成立。目前亚洲滑雪登山联合会主席为中国登山协会副主席王勇峰，秘书长为国家体育总局登山运动管理中心高山运动部主任李文茂。
该洲际组织与国际滑雪登山联合会（ISMF）合作，主要工作为吸引新的成员国、促进青年运动员发展、举办比赛、组织亚洲锦标赛等大型活动以及组织国际滑雪登山联合会培训课程和训练营，发展亚洲的滑雪登山运动。
亚洲滑雪运动联合会的总部设在韩国首尔。首届理事会成员包括来自韩国的会长柳汉奎（Yoo Han Kyu）、来自日本的副会长SasoHiro和来自中国的副会长张志坚，名誉主席是来自中国的严金安。

## 相关
- 国际滑雪登山联合会
- 亚洲滑雪登山锦标赛